# James Shirley

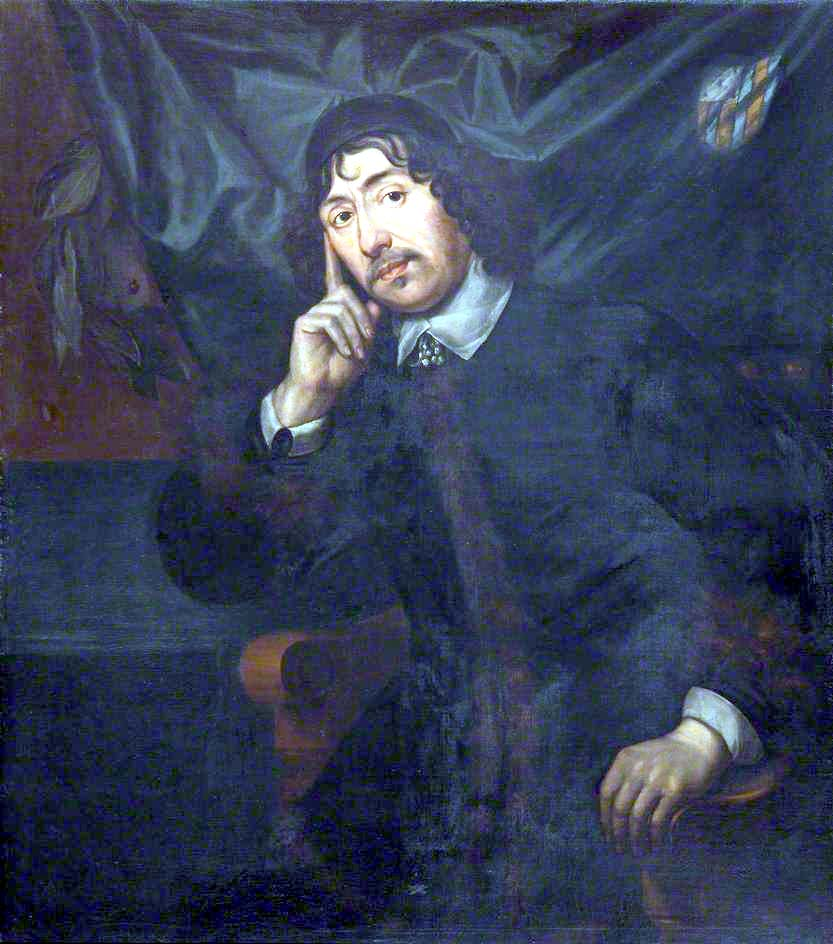
James Shirley

James Shirley, gelegentl. James Sherley (* 18. September 1596 in London; † vor 29. Oktober 1666 ebenda), war ein englischer Dramatiker.

## Leben
Über Shirleys Kindheit und Jugend ist recht wenig bekannt. Er studierte an den Universitäten Oxford (St John’s College) und Cambridge (St Catharine’s College) und beendete sein Studium um 1618. Schon während dieser Zeit begann Shirley in Glaubensfragen zu zweifeln und konvertierte bald zum katholischen Glauben.
1623 bekam Shirley für zwei Jahre eine Anstellung als Dozent an St. Alban’s Grammar School. Anschließend ließ er sich in London nieder und konnte dort schon bald mit einem Theaterstück debütieren.
1636 bis 1640 verbrachte Shirley in Irland, wo sein Kollege und Freund John Ogilby an seinem Theater in Dublin einige von Shirleys Stücken inszenierte. Im Laufe des Jahres 1640 kehrte er nach England zurück und ließ sich wieder in London als Schriftsteller nieder. Dort entstanden einige seiner Dramen in Co-Produktion mit Kollegen, zum Beispiel Alexander Dyce (The Traytor) und Edmund Gosse (The Cardinal).
Im Alter von 70 Jahren starb John Shirley (zusammen mit seiner zweiten Ehefrau) Ende Oktober 1666 in London. Ihre letzte Ruhestätte fanden die beiden am 29. Oktober 1666 auf dem Friedhof St Giles-in-the-Fields. Zeitzeugen berichten, das Ehepaar Shirley wäre letztendlich an den Spätfolgen des Großen Brands von London (2.–5. Oktober 1666) gestorben.

## Werke
Werkausgabe
- The complete works of James Shirley : James Shirley ; edited by Eugene Giddens and Teresa Grant, Oxford : Oxford University Press, 2022-; Volume: 7:The constant maid, The doubtful heir, The gentleman of Venice, and The politician, Oxford, United Kingdom : Oxford University Press, 2022, ISBN 978-0-19-886892-7

Komödien
- The ball (1632)
- The bird a a cage (1633)
- The brothers (1626)
- Changes or love in a maze (1632)
- The coronation (1635)
- The court secret (1653)
- The doubtful heir (1652)
- The gamester (1634)
- The gentleman of Venice (1639)
- The grateful servant (1629)
- The hide park (1632)
- The humorous courtier (1621)
- The impostue (1640)
- The lady of pleasure (1635)

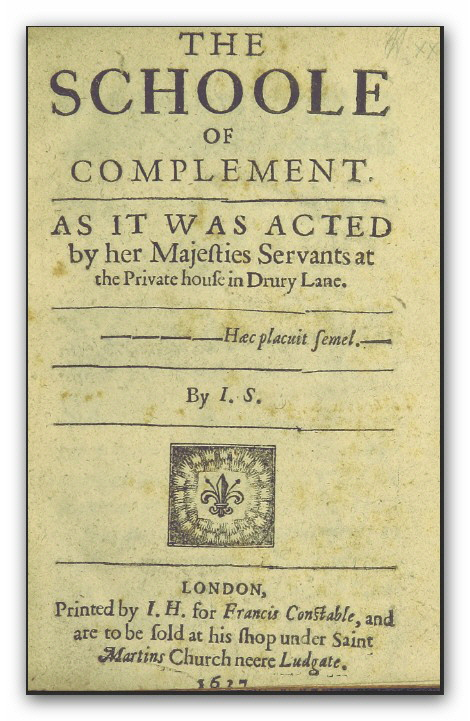
Titelblatt der Komödie The Schoole of Complement von 1627

- Love tricks or school of complements (1625)
- The opportunity (1634)
- The royal master (1638)
- The wedding (1626)
- The wittie faire one (1628)
- The young admiral (1633)

Tragödien
- The cardinal (1641)
- The duke’s mistris (1636)
- Love crueltie (1632)
- The maiden’s revenge (1626)
- The traytor (1631)